# Christian Friedrich Daniel Schubart
Christian Friedrich Daniel Schubart (Obersontheim, Baden-Württemberg, 26 de març de 1739 - Stuttgart, Baden-Württemberg, 10 d'octubre de 1791) fou un poeta i músic alemany.
Era fill d'un modest mestre d'escola i assistí al Col·legi de Nördlingen i a l'Escola de l'Esperit Sant, a Nuremberg, ja llavors donà proves del seu talent musical i poètic; però portà una vida molt desarreglada, la que prosseguí més borrascosa encara, a Erlangen, on estudià des del 1758. La seva conducta li comportà malaltia i deutes. En vista d'això, els pares el cridaren el 1760. Després d'una breu estada a Königsbronn, el 1762 tornà a la casa paterna (el pare va viure des de 1740 a Aalen), des d'on ajudava com a predicador als rectors veïns, fins que a finals de la tardor de 1763 aconseguí la feina de preceptor i organista a Geislingen.
Allà es casà, el gener de 1764, amb la filla del recaptador general Bühler; l'exigüitat de la seva retribució li ocasionà problemes domèstics, que tractà d'oblidar dedicant-se a treballs literaris i musicals i donant-se una vida de dissipació. Una oda a la mort de l'emperador Francesc I li valgué el diploma de poeta imperial. A Geislingen van veure la llum els Todesgesänge (Ulm, 1767) i les Zaubereien (Ulm, 1766), els primers sota la influència de Klopstock, i les segones de la de Wieland.
El 1769 fou nomenat organista i director de música a Ludwigsburg. El seu enginy i els seus dots poètics i musicals li guanyaren valuoses relacions d'amistat; però la seva indomable condició i la disbauxa de la seva vida torbaren la pau de casa seva i moltes vegades es perjudicava a si mateix per desencentades manifestacions satíriques.
Unes relacions amoroses, conegudes per tota la ciutat, amb una paisana seva, d'Aalen, motivaren el que se separés de la seva esposa i el seu empresonament, i com que l'escàndol perdurava, i la seva conducta excità el duc, aquest decretà el 1773 la destitució de Schubart i el seu desterrament. Després de parar poc temps en diferents llocs de l'Alemanya Meridional i després a Mannheim, on també va perdre el favor de l'elector del Palatinat, per imprudents mofes a l'Acadèmia d'aquella ciutat, es traslladà a Múnic, on concebé el pla de convertir-se al catolicisme per al llaurar la seva felicitat. Però el pla se n'anà en orris. La seva intenció era traslladar-se a Estocolm, però només arriba a Augsburg. Allí començà a publicar un diari: Deutsche Chronik, que tingué gran ressonància, a causa del seu exaltat patriotisme i animada narració. Schubart obrava des del punt de vista dels poetes del període impetuós i agressiu de la literatura alemanya. Però quan al cap de poc el magistrat d'Augsburg prohibí la publicació del diari, Schubart, que havia estat expulsat d'Augsburg, s'establí des de 1775 a Ulm.
Ben aviat fou objecte d'un parany. El duc Carles Eugeni, al qual també havia irritat mitjançant iròniques manifestacions, el va atreure amb afalacs a territori württemberguès l'any 1777, l'arrestà i l'empresonà a la fortalesa de Hohenasperg per acabar amb els seus "insults desmesurats a quasi totes les testes coronades de la terra". Allà Schubart es consumí durant deu anys, al principi privat de llibres i amb la impossibilitat d'escriure en rigorosa presó (Schiller el visità el 1881), i després dedicat a les feines més baixes, fins que el 1785 se li prohibí veure la seva esposa i els seus fills. El maig de 1787, aquell home de cos arruïnat, fou posat en llibertat, mercès a la mediació de Prússia, i després, per a reparar la insensatesa d'aquella despòtica disposició, fou nomenat poeta de cort i director del teatre de Stuttgart.

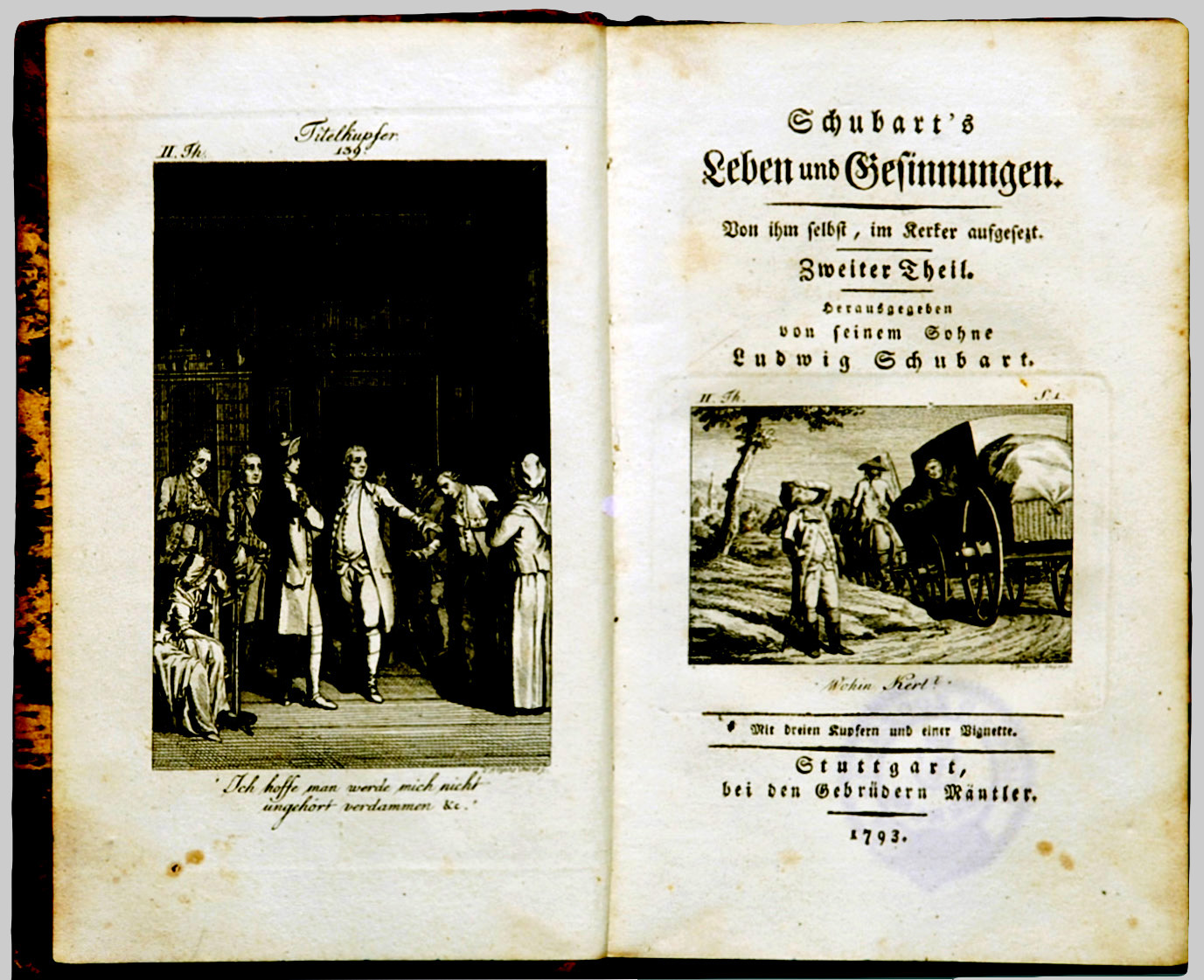
Edició d'un llibre de Schubart

La Deutsche Chronik, que mentrestant l'havia continuat el seu fidel amic J. Martin Miller, poeta del Siegwart, a Ulm, per a mantenir la família de Schubart, aquest la tornà a reprendre, publicant-la amb el nom de Vaterlandschronik. Les poesies de Schubart i tota la seva obra literària són un fidel reflex de la seva personalitat. La veritat és que ofereixen poca perfecció artística; però la força poètica popular de molts dels seus sonors himnes reflecteixen un extraordinari temperament líric. Són dignes de major lloança: Die Fürstengruft i l'himne Friedrich d. Gr., així com alguns imitant magistralment el Volkston, entre ells el Kaplied.
Vers la seva vida íntima i pública va llegar una nota escrita a la presó en el seu Schubarts Leben und Gesinnungen (Stuttgart, 1791-93; reimpresa a Meyers Volksbüchern), on, malgrat l'ambient opressor de la presó, denuncia que les seves manifestacions mereixen sencera confiança històrica.
Les Sämtliche Gedichte de Schubart aparegueren durant el seu captiveri a Stuttgart el 1785-86 (la millor edició de G. Hauff a Reclams Universal Bibliothek; selecció de Sauer en la Deutscher National Literatur de Kurschner); les seves Geammelten Schriften, a Stuttgart (1839-40). L'esposa del poeta li va sobreviure vint-i-vuit anys i morí el 1819 en un hospici de Stuttgart. El 1891 erigiren a Schubart un monument a Aalen (un bust de bronze fet per Kurfess).

## El seu fill
El seu fill Ludwig, (Geislingen, 1776 - Stuttgart, 1812) va viure a Nuremberg essent conseller de la legació prussiana. Va traduir el seu pare a l'anglès (per exemple, Yahreisseiten de Thomson, i edità Ideen zur Astketik der Tonkunst, Viena, 1806, i Vermische Schriften, Zúric, 1812).